# Riccardo Conti
Riccardo Conti (Brescia, 6 novembre 1947) è un politico e imprenditore italiano.

## Biografia
Laureato in filosofia, si iscrive alla Democrazia Cristiana. Consigliere comunale di Brescia dal 1975 al 1994, è stato assessore nella prima giunta Trebeschi (1975) e nella giunta DC-PDS presieduta da Paolo Corsini (settembre-dicembre 1992). Dal 1986 al 1990 è stato presidente dell'ASM Brescia. Aderirà poi ai CDU.In seguito è eletto deputato nel 2001 e poi nel 2006 nelle liste dell'Unione dei Democratici Cristiani e Democratici di Centro (UDC). Dal 2003 al 2005 è nuovamente consigliere comunale di Brescia. 
Seguendo Marco Follini nel movimento Italia di Mezzo, abbandona l'UDC nell'ottobre 2006.
Non ha seguito tuttavia il leader Follini nel votare la fiducia al Governo Prodi e nell'aderire al progetto del Partito Democratico.
Nel 2008 si avvicina al movimento dei Popolari Liberali di Carlo Giovanardi e aderisce al Popolo della Libertà per cui viene eletto senatore in sostituzione di Roberto Formigoni, che ha optato per un quarto mandato da Presidente della Regione Lombardia.
Eletto per il Popolo della Libertà, dal 2001 al 2008 è deputato, e dal 2008 al 2013 senatore e componente della Commissione Finanze.
Il 16 novembre 2013, con la sospensione delle attività del Popolo della Libertà, aderisce a Forza Italia.
Fa parte della corrente verdiniana, favorevole alla riforma costituzionale del Governo Renzi.  Entrato in contrasto con le scelte politiche del suo partito, il 7 luglio 2015 abbandona Forza Italia per aderire al Gruppo misto.
Il 29 luglio 2015, assieme ad altri nove senatori, aderisce al neo gruppo costituito da Denis Verdini e denominato Alleanza Liberalpopolare-Autonomie.
Il 9 febbraio 2017 lascia ALA e aderisce nuovamente all'Unione di Centro.

## Controversie

### L'inchiesta del Tg La7
Il 31 gennaio 2012 il Tg La7 diretto da Enrico Mentana scopre che il 31 gennaio 2011, esattamente un anno prima, la Estate2, società del deputato Riccardo Conti, compra un immobile di 5 piani a Roma, in via della Stamperia 64. La compra dal fondo Omega di IDeA Fimit, un fondo di valorizzazione del patrimonio immobiliare del gruppo Intesa Sanpaolo. Secondo il Tg di Mentana, Conti avrebbe comprato l'immobile per 26 milioni di euro.
Passa qualche ora e nell'arco di quello stesso 31 gennaio, la finanziaria di Conti, sempre secondo il Tg La7, rivende lo stesso immobile all'Enpap, l'ente previdenziale degli psicologi. E lo rivende a 44,5 milioni di euro, guadagnando in un giorno, di fatto, una plusvalenza di 18 milioni. Non solo: considerata l'Iva al 20% il prezzo del palazzo sarebbe lievitato a 54 milioni. In tutto questo il fondo Omega avrebbe venduto a Conti "sulla fiducia": il senatore avrebbe versato, secondo la ricostruzione del Tg La7, i primi 5 milioni soltanto il 3 febbraio, dopo 3 giorni dalla compravendita, dopo aver già incassato la prima tranche dall'Enpap.
Il giorno dopo la Procura di Roma decide di aprire un fascicolo senza ipotesi di reato né indagati per chiarire la vicenda.
Il giorno 30 ottobre 2013 la Guardia di Finanza, in relazione alla vicenda, sequestra beni per 8,5 milioni di euro a Riccardo Conti, per omesso versamento dell'Iva relativa alla compravendita dell'immobile.
Tra i creditori Equitalia Nord e effegi Italia Spa, società di costruzioni che venne incaricata, dall'immobiliare Estate due srl di proprietà del Senatore, di ristrutturare l'immobile in soli quattro mesi e successivamente costretta a chiudere a causa del non ottemperato pagamento, in tale occasione il senatore avrebbe emesso assegni a vuoto.
Nell'inchiesta romana, con il senatore bresciano rinviati a giudizio anche Denis Verdini e Arcicasa.